# Hervorragende Jugendbrigade der Deutschen Demokratischen Republik
Hervorragende Jugendbrigade der Deutschen Demokratischen Republik war eine staatliche Auszeichnung der Deutschen Demokratischen Republik (DDR) an Jugendbrigaden. Sie wurde in Form eines Ehrentitels mit Urkunde und eines tragbaren Abzeichens ausgegeben.

## Beschreibung
Gestiftet wurde der Titel am 9. Juni 1955 und erstmals am 8. Februar 1956 verliehen. Seine Verleihung erfolgte an Jugendbrigaden und Jugendkollektive, die beim politischen, wirtschaftlichen und kulturellen Aufbau der DDR hervorragende Arbeitsergebnisse vorzuweisen hatten. Die Anzahl der Verleihungen betrug ab dem Jahr 1959 50 Verleihungen pro Jahr. Allerdings wurde der Titel am 25. Mai 1963 auch wieder aufgehoben. Sein Nachfolger wurde der neue Ehrentitel Hervorragendes Jugendkollektiv der Deutschen Demokratischen Republik.

## Aussehen und Trageweise des Abzeichens zum Ehrentitel

### 1. Form
Das Ehrenabzeichen besteht aus Bronze, hat die Form eines Schildes und ist beinahe oval gehalten. Seine Maße betragen in etwa 30 Breite und 40 mm Höhe. Das Avers zeigt mittig eine aufgehende Sonne mit den dazugehörigen Sonnenstrahlen mit blau emaillierten Himmel vor dem erhaben ein Hammer und Zirkel, die Symbole der Republik zu sehen sind. Darüber ist auf einem schildförmigen blau (aber auch in bronze) emaillierten Hintergrund die zweizeilige Inschrift: HERVORRAGENDE / JUGENDBRIGADE zu lesen. Dieser Inschriftenschild wird von einem halbkreisförmigen Lorbeerkranz umschlossen, welcher anschließend in einen Schriftring übergeht, der den Rest des Abzeichens umschließt. In diesem Schriftring ist die Umschrift: DER DEUTSCHEN DEMOKRATISCHEN REPUBLIK zu lesen. Das Revers ist dagegen glatt und zeigt eine waagerecht verlötete Nadel mit Gegenhaken. Getragen wurde das Ehrenzeichen an der oberen rechten, nicht linken, Brustseite des Beliehenen. Es gab auch eine gestickte Variante, die am Arbeitsanzug getragen worden ist.

### 2. Form
Im Jahr 1958 hat das Ehrenzeichen eine grundlegende Veränderung in seinem Äußeren erfahren. So wurde das Ehrenzeichen ab diesem Zeitpunkt in silberner Medaillenform mit einem Durchmesser von 30 mm verliehen, auf dessen Avers ein umlaufender Lorbeerkranz mit mittig aufgesetzten fünfeckigen Stern, welcher hellblaue emaillierte Spitzen hat, zu sehen ist. Dieser Stern wiederum verdeckt teilweise den Lorbeerkranz und zeigt in seiner Mitte ein Medaillon von 21 mm Durchmesser dessen Schriftring die Umschrift: HERVORRAGENDES JUGENDBRIAGDE zeigt. Die Mitte des Medaillons zeigt eine Deutschlandflagge vor einer aufgehenden Sonne mit Strahlen. Erst 1960 wurde die Deutschlandflagge durch eine DDR-Flagge mit Staatswappen ersetzt. Das Revers der Medaille ist dagegen leer. Getragen wurde die Medaille an der linken oberen Brustseite an einer mit blauen Band versehenen Spange mit den Maßen 24 × 11 mm. In das Band selber ist ein senkrechter Mittelstreifen von 2,5 mm Breite eingewebt worden, der die Farbfolge schwarz-rot-golden zeigt.